# Lanterne des morts de Bayeux
La lanterne des morts de Bayeux est un édifice situé à Bayeux, en France.

## Localisation
Le monument est situé dans le département français du Calvados, au centre de la ville de Bayeux, près de la cathédrale, dans une propriété à l'angle de la rue des Chanoines et de la rue Lambert-Léonard-Leforestier.

## Historique
L'édifice est classé au titre des monuments historiques le 18 avril 1914.